# Lasse Englund
Lars Erik Olov Englund, känd som Lasse Englund, född 25 november 1951 i Lidingö församling i Stockholms län, är en svensk gitarrist och musikproducent.

## Biografi
Englund började spela gitarr redan 1961 och har sedan skivdebuten i eget namn 1974 som gitarrist eller producent medverkat på ett stort antal svenska musikalbum. Han har samarbetat med bland andra Björn Afzelius, Thomas Almqvist, Aston Reymers Rivaler, Rune Andersson, Efva Attling, Marie Bergman, Thorstein Bergman, Maria Blom, Eva Dahlgren, Annika Fehling, Greg FitzPatrick, Kajsa Grytt, Ted Gärdestad, Jan Hammarlund, Harv, Ann-Kristin Hedmark, Hedningarna, Eva Hillered, Louise Hoffsten, Toni Holgersson, John Holm, Maritza Horn, Melissa Horn, Kjell Höglund, Gösta Linderholm, Ulf Lundell, Turid Lundqvist, Ola Magnell, Totta Näslund, Mikael Ramel, Pugh Rogefeldt, Irma Schultz, Pierre Ström, Ted Ström, Lasse Tennander, Monica Törnell, Jojje Wadenius, Totte Wallin, Cornelis Vreeswijk, Monica Zetterlund och Fred Åkerström. 
Englund tilldelades en Grammis 1994 som årets producent och Guitar Peoples Prize 2002.
Första gången var han gift 1975–1979 med Maj Schytz (född 1951) och andra gången från 1981 med artisten Marie Bergman (född 1950).

## Diskografi i eget namn
- 1974 – Drakväder (Alternativ ALP-06)
- 1977 – Den andra depressionen (Alternativ ALP-09)
- 1980 – Lila & Orange (Metronome)
- 1987 – Anchor (Amalthea)
- 1995 – Moments & movements: Instrumentals 1974-1994 (Atlantis)

## Filmmusik
- 2010 – Blood Calls You
- 2010 – Hur kunde hon